# Corybas porphyrus
Corybas porphyrus är en orkidéart som beskrevs av Pieter van Royen. Corybas porphyrus ingår i släktet Corybas, och familjen orkidéer. Inga underarter finns listade i Catalogue of Life.